# Цецилии Метели
Цецилии Метелите (на латински: Caecilii Metelli, ед.ч.: Caecilius Metellus) са от най-важните и богати плебейски фамилии на Римската република.
Цецилии-Метелите имат от 3 век пр.н.е. до края на Републиката голямо политическо влияние.
Важни членове на фамилията са:
- Луций Цецилий Метел Дентер, консул 284 пр.н.е.
- Луций Цецилий Метел (консул 251 пр.н.е.)
- Марк Цецилий Метел, народен трибун 213 пр.н.е.
- Квинт Цецилий Метел, консул 206 пр.н.е.
- Квинт Цецилий Метел Македоник, консул 143 пр.н.е., цензор 131 пр.н.е.
- Луций Цецилий Метел Калв, консул 142 пр.н.е.
- Квинт Цецилий Метел Балеарик, консул 123 пр.н.е., цензор 120 пр.н.е.
- Луций Цецилий Метел Далматик, консул 119 пр.н.е., pontifex maximus след 115 пр.н.е.
- Луций Цецилий Метел Диадемат, консул 117 пр.н.е.
- Марк Цецилий Метел (консул 115 пр.н.е.), консул 115 пр.н.е.
- Гай Цецилий Метел Капрарий, консул 113 пр.н.е., цензор 102 пр.н.е.
- Квинт Цецилий Метел Нумидийски, консул 109 пр.н.е., цензор 102 пр.н.е.
- Квинт Цецилии Метел Непот, консул 98 пр.н.е.
- Квинт Цецилий Метел Пий, консул 80 пр.н.е.
- Квинт Цецилий Метел Кретик, консул 69 пр.н.е.
- Луций Цецилии Метел, консул 68 пр.н.е.
- Квинт Цецилий Метел Целер, консул 60 пр.н.е.
- Квинт Цецилии Метел Непот, консул 57 пр.н.е.
- Квинт Цецилий Метел Пий Сципион, консул 52 пр.н.е.
- Квинт Цецилий Метел Критски Силан, консул 7 г.

Жените на фамилията носят името Цецилия Метела. За да ги различават те носят често когномен на баща им в женска форма. Към тях принадлежат:
- Цецилия Метела Далматика, съпруга на Марк Емилий Скавър и на Сула
- Цецилия Метела Калва, майка на Лукул
- Цецилия Метела Балеарика, весталка, дъщеря на Квинт Цецилий Метел Балеарик
- Цецилия Метела Балеарика Младша, майка на Публий Клодий Пулхер
- Цецилия Метела Целер, жена на Публий Корнелий Лентул Спинтер
- Цецилия Метела Кретика, снаха на Марк Лициний Крас
- Цецилия Метела, дъщеря на Квинт Цецилий Метел Македоник, съпруга на Гай Сервилий Вация (претор 114 пр.н.е.)
- Цецилия Метела, дъщеря на Квинт Цецилий Метел Македоник, съпруга на Публий Корнелий Сципион Назика Серапион (консул 111 пр.н.е.).